# Baraye...
Baraye... (en persan ...برای, signifie « pour » ou « à cause de ») est un vidéo-clip réalisé par Ashkan Rahimi et une chanson composée et interprétée par l'artiste iranien Shervine Hajipour au début des manifestations qui ont suivi la mort de Mahsa Amini. Publié environ deux semaines après le début des manifestations sur Instagram par le chanteur, le vidéo-clip est visionné plus de 40 millions de fois en deux jours. La chanson est devenue un hymne contestataire dénonçant les crimes de la république islamique et revendiquant la liberté.

## Shervin Hajipour
Producteur et auteur-interprète RnB et Soul, Shervin Hajipour avait participé à un programme télévisé similaire à Star Academy. Il est devenu célèbre internationalement après la publication de la chanson Baraye... dans le contexte des multiples manifestations survenues après la mort de Masha Amini. Il avait auparavant publié plusieurs chansons sur différentes plateformes comme SoundCloud et Instagram où il compte de nombreux abonnés.
Le 29 septembre 2022, soit deux jours après avoir posté sa chanson sur Instagram, il est arrêté,. En Iran, l'agence de presse Tasnim indique que le chanteur a été arrêté « pour avoir manifesté son soutien aux émeutiers et sa solidarité avec les ennemis en publiant la chanson sur les réseaux sociaux sans en obtenir l'autorisation ».
Le 4 octobre, il est libéré sous caution. Le procureur judiciaire de la province de Mazadéran annonce à l'agence officielle Irna que Shervin Hajipour encourt néanmoins toujours des poursuites judiciaires.En mars 2024, libre sous caution, il annonce être condamné à 3  ans et 8 mois de prison, assorti d'une interdiction de quitter le territoire de deux ans. En août 2024, il est annoncé que sa peine a été divisée par deux en appel.

## Présentation
La chanson est composée de tweets postés par différents manifestants qui expliquent ce qui les amène à contester le régime dans la rue. Le clip est un plan fixe où Shervin Hajipour, dans sa chambre à Babolsar, chante, essentiellement en gardant les yeux fermés, avant de regarder en direction de la caméra qui le filme tandis que des tweets surgissent comme de nouvelles notifications qui sont autant de messages d'engagement contre le régime.
Alternant l'évocation d'un présent désenchanté et l'avènement de jours meilleurs, la chanson, qui se structure à partir de l'anaphore baraye... (« pour » ou « à cause de ») dénonce l'absence de liberté dans l'espace public ("pour danser dans la rue / pour la peur de s'embrasser"), l’apartheid dont souffrent les Iraniennes (« pour ma sœur, ta sœur, nos sœurs » « برای خواهرم، خواهرت، خواهرامون »), la corruption généralisée et les préoccupations écologiques. Elle fait également référence à des scandales récents en Iran qui ont suscité la colère populaire (« pour les ruines des maisons mal construites » « برای آوار خونه‌های پوشالی »).
Elle se conclut par une référence au slogan apparu dans les manifestations kurdes ces dernières années et devenu le mot de ralliement des manifestations en Iran « pour les femmes, la vie, la liberté » (« برای زن، زندگی، آزادی »).
La chanson a été enlevée du compte Instagram du chanteur quand celui-ci a été arrêté.

## Réactions

### Slogan protestataire
La chanson a été jouée très fort dans différents appartements, lors de plusieurs manifestations urbaines ou dans des voitures, fenêtres ouvertes, circulant à côté de manifestants. Des vidéos montrent des manifestants reprendre la chanson dans la ville sainte de Qom. Elle a été également diffusée dans les cortèges de manifestations dans plusieurs villes comme Toronto, Strasbourg ou Paris en solidarité  avec les manifestantes iraniennes,. Elle est utilisée dans de nombreuses vidéos de manifestation, diffusées sur les réseaux sociaux.
La chanson reçoit un Grammy Award de « la meilleure chanson pour le changement social », le 5 février 2023. Ce prix célèbre cet « appel puissant et poétique à la liberté et aux droits des femmes » comme le déclare Jill Biden au cours de la cérémonie,.

### Gouvernement iranien
Après la suppression du vidéo-clip sur le compte Instagram du chanteur, l'arrestation de ce dernier puis sa libération sous caution, l'agence Tasnim, qui fait la promotion de la République islamique, a diffusé sur Telegram une vidéo qui réemploie la chanson de Shervin Hajipour, cette fois-ci associée à des réalisations du régime théocratique pour les promouvoir.

### Diffusion dans le monde
En France, lors d'une séance au Sénat consacrée « aux atteintes aux droits des femmes et des droits de l'homme en Iran » la sénatrice écologiste Mélanie Vogel a cité les paroles de la chanson lors de son allocution et, à la fin de sa prise de parole, en a diffusé avec son smartphone les dernières paroles.
En Argentine, lors d'un concert qui se tient le 28 octobre 2022 au stade River Plate de Buenos Aires, le groupe britannique Coldplay diffuse la vidéo originale de Shervin Hajipour et invite la comédienne Golshifteh Farahani à monter sur scène pour qu'ils interprètent ensemble la chanson. Le concert est diffusé simultanément dans des salles de cinéma dans 81 pays,.
À Toronto, l'artiste designer Shabnam Abidan publie sur les réseaux sociaux un film d'animation illustrant la chanson de Shervin Hajipour. Ce film est vu des centaines de milliers de fois en deux jours.
Le 2 novembre, le collectif 50/50 publie une vidéo réunissant 48 personnalités françaises qui interprètent la chanson en farsi. Le film est réalisé par Marjane Satrapi et Chiara Mastroianni, Camille Cottin, Yaël Naïm notamment comptent parmi les artistes qui chantent le titre de Shervin Hajipour. Quant à Benjamin Biolay, il apparaît parmi les chanteurs et a fait les arrangements musicaux de cette nouvelle interprétation.
Rana Mansour est invitée, le 4 novembre 2022, dans l'émission The Voice of Germany à interpréter le titre de Shervin Hajipour tandis que les membres du jury allemand apportent leur soutien à ceux qui manifestent contre le régime théocratique.
La chanson est présentée comme un évènement important de la contestation des Iraniennes à la suite de l'assassinat de Mahsa Jina Amini dans le roman graphique Femme, vie, liberté coordonnée par Marjane Satrapi.